# Jillian Crooks
Jillian Janis Geohagan Crooks (* 27. Juni 2006) ist eine Schwimmerin von den Cayman Islands.

## Werdegang
Jillian Crooks stellte 2021 bei den Olympischen Sommerspielen in Tokio im Wettkampf über 100 m Freistil mit 57,32 s einen neuen nationalen Rekord auf. Jedoch konnte sie nicht das Halbfinale erreichen und belegte am Ende den 41. Platz. Sie war mit 15 Jahren die jüngste Olympiateilnehmerin ihres Landes und war bei der Eröffnungsfeier zusammen mit Brett Fraser Fahnenträgerin der Cayman Islands.
Nach den Olympischen Spielen zog Crooks nach Homer, Alaska, wo sie die Homer High School besuchte und für deren Schwimmteam antrat. Ende 2021 nahm sie an den Panamerikanischen Juniorenspielen teil. Bei den Weltmeisterschaften 2022 belegte sie über 100 m Freistil den 29. und zwei Tage später über 50 m Freistil den 41. Platz. Zum Jahresende wurde sie bei den Kurzbahnweltmeisterschaften 24. über 50 m Schmetterling und mit erneutem Landesrekord 26. über 100 m Freistil.